# Brummen
Brummen es un municipio y una localidad de la Provincia de Güeldres de los Países Bajos.

## Galería

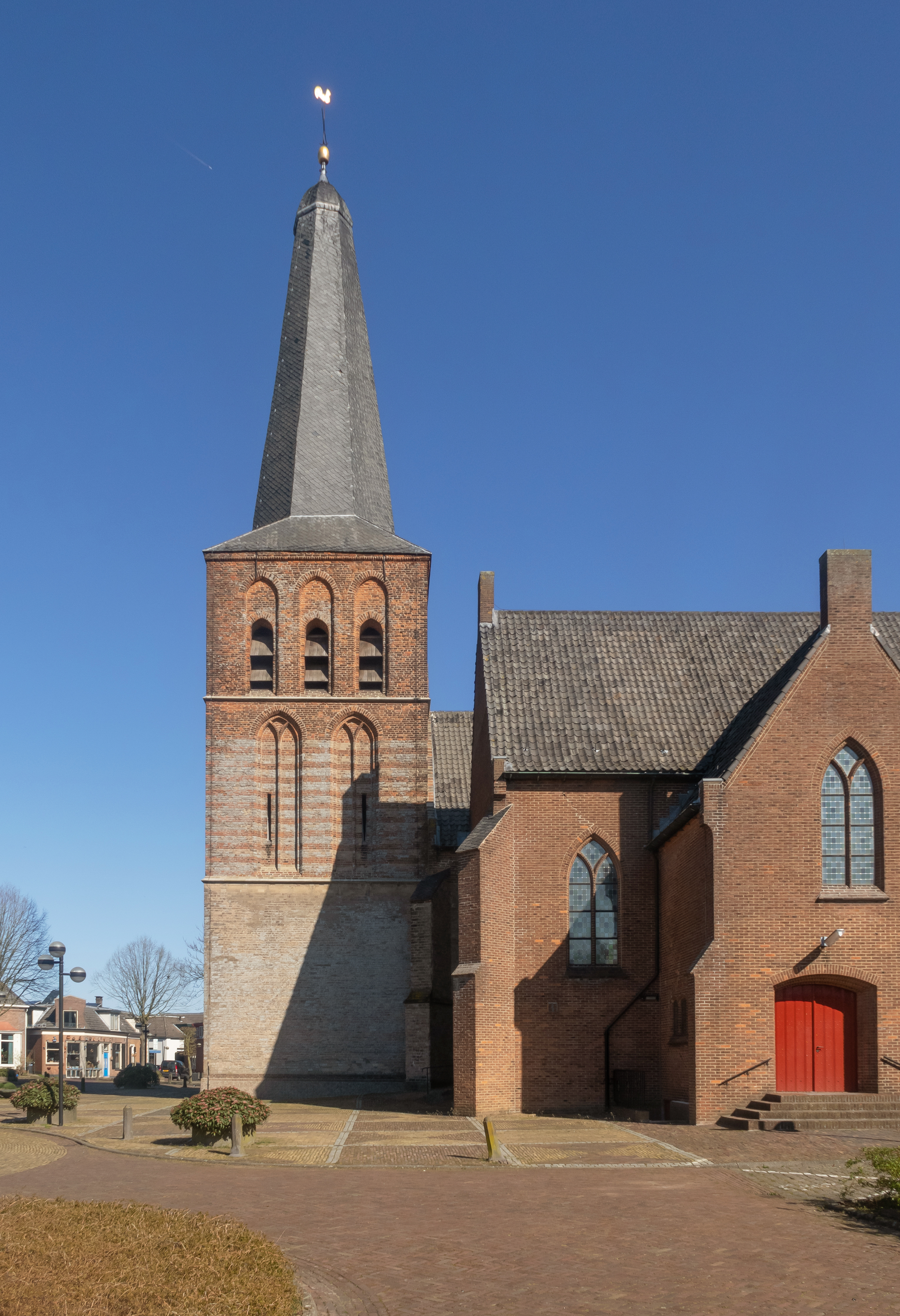
Brummen, la torre de la iglesia: la Oude o Sint Pancratiuskerk
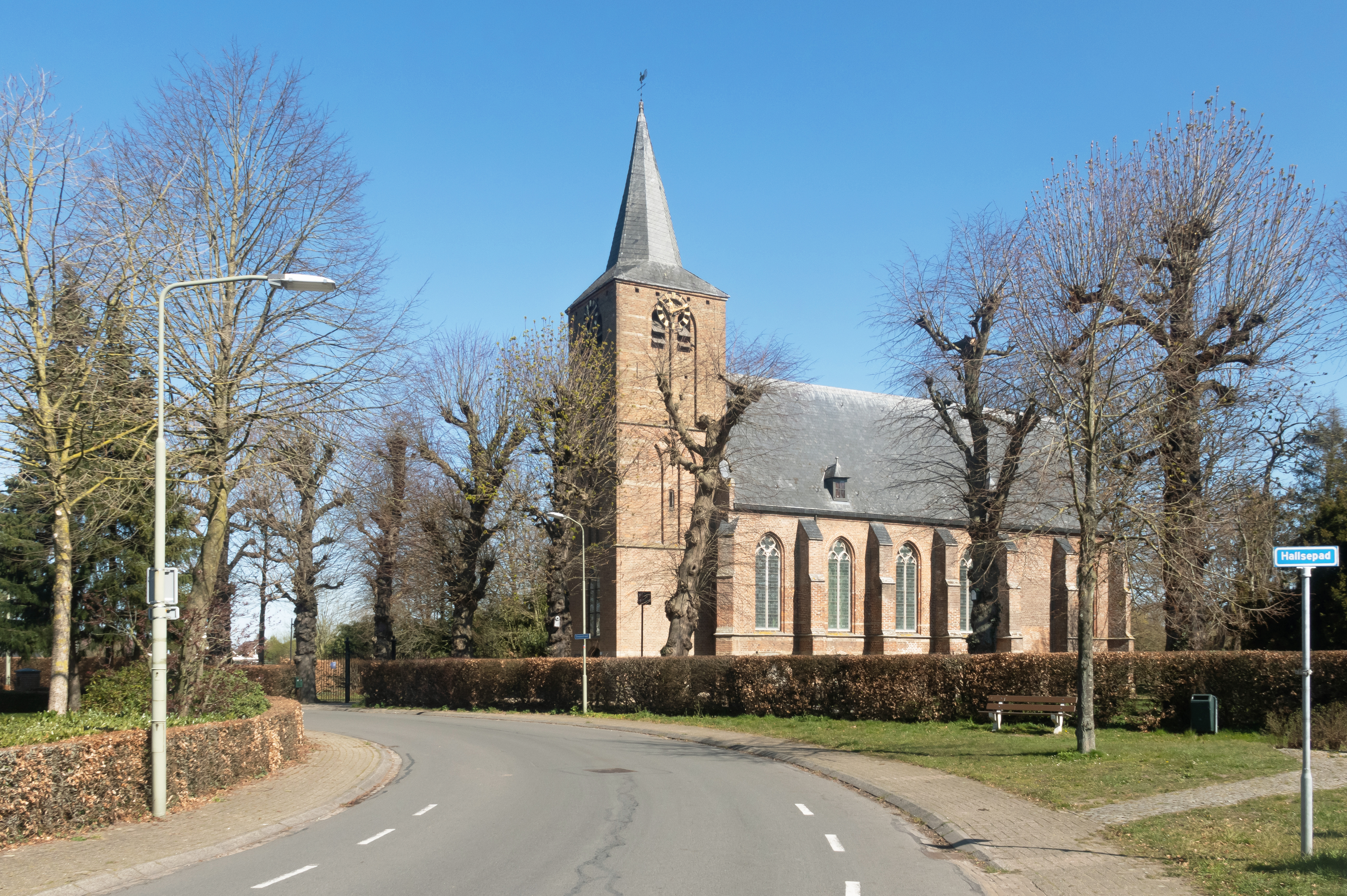
Hall, la iglesia: la Sint Ludgerkerk
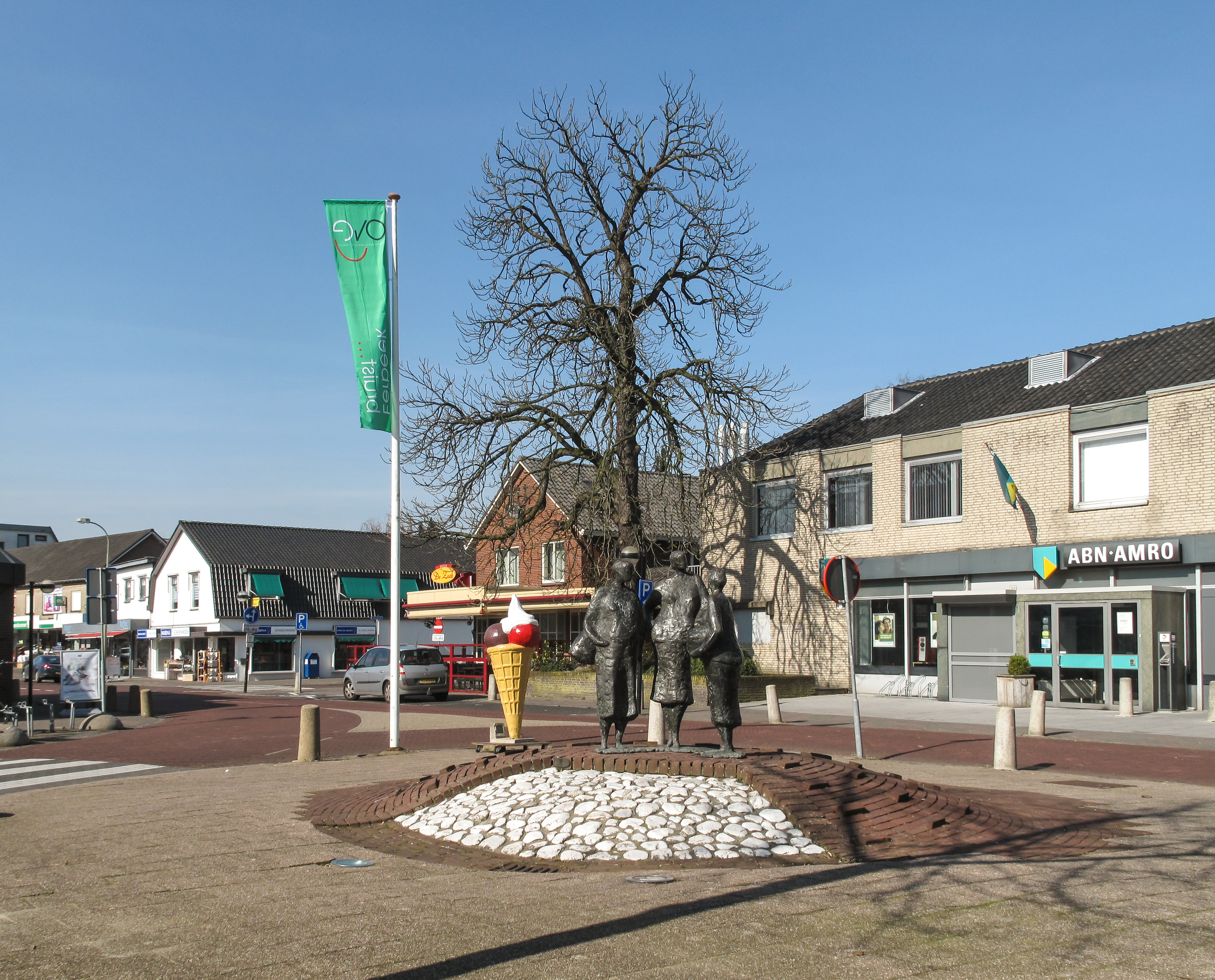
Eerbeek, la escultura en la calle (de Stuijvenburchstraat)
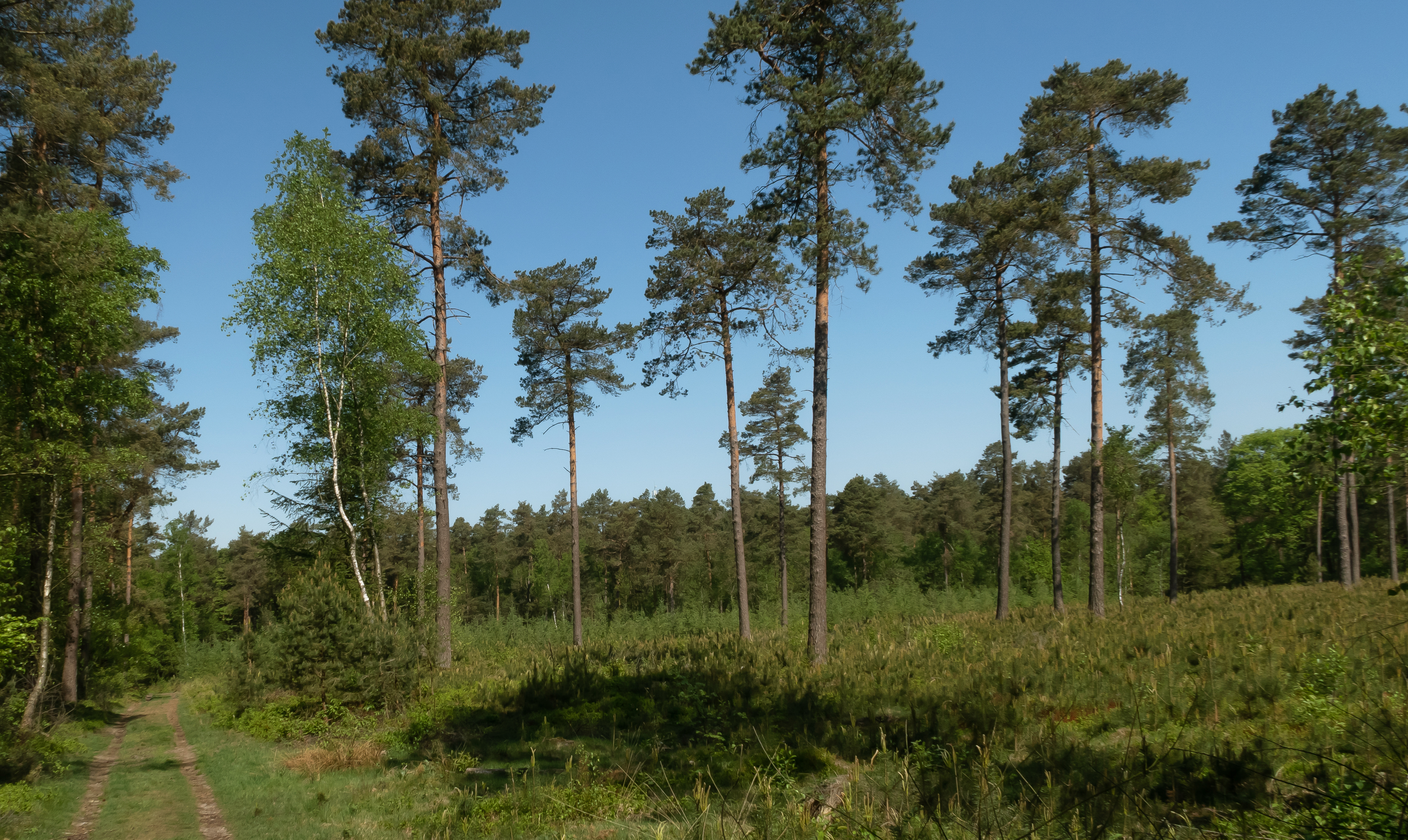
Eerbeek, Veluwe cerca la Imboschweg
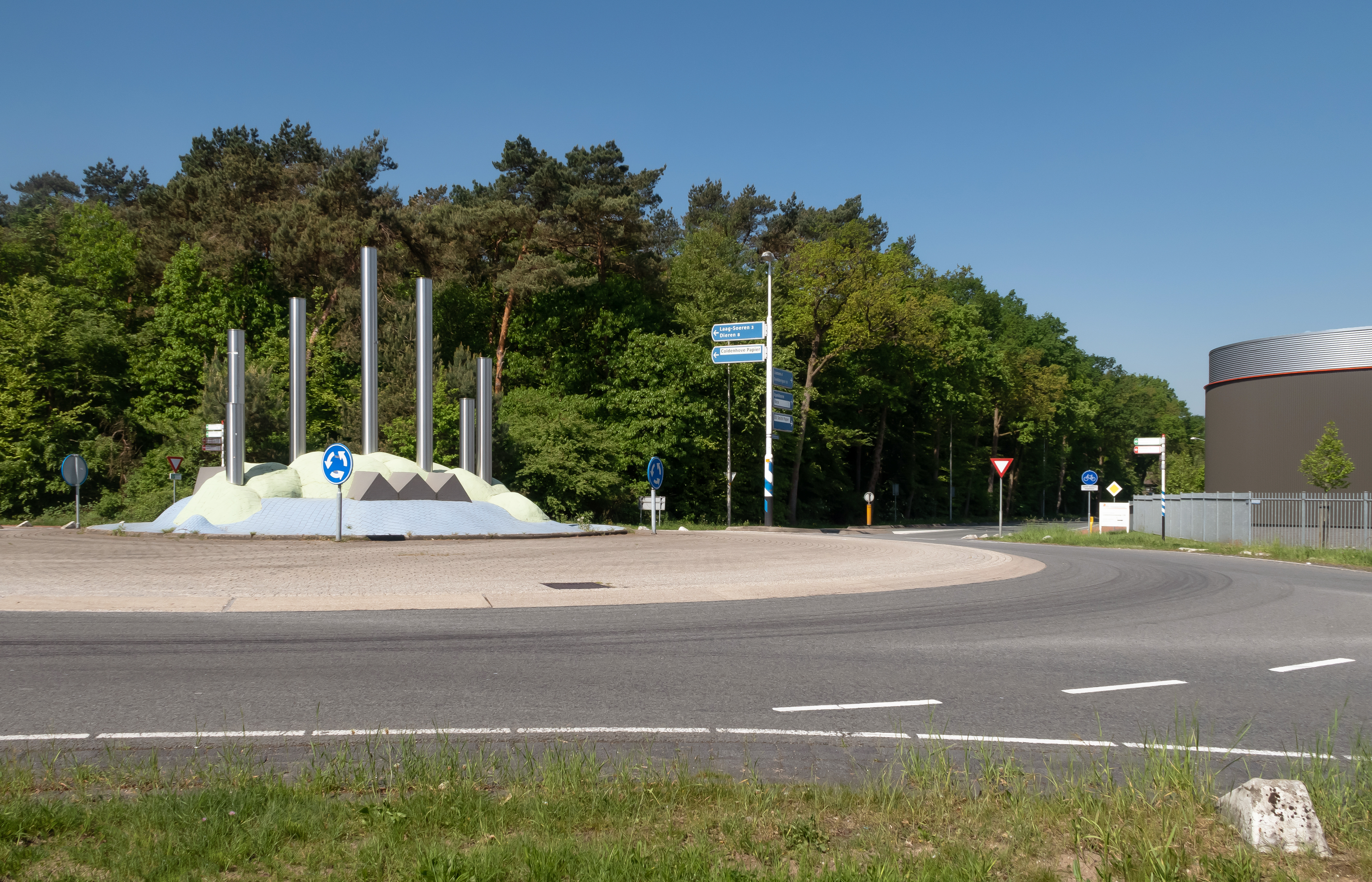
Eerbeek, la rotonda N876-le Coldenhovenseweg
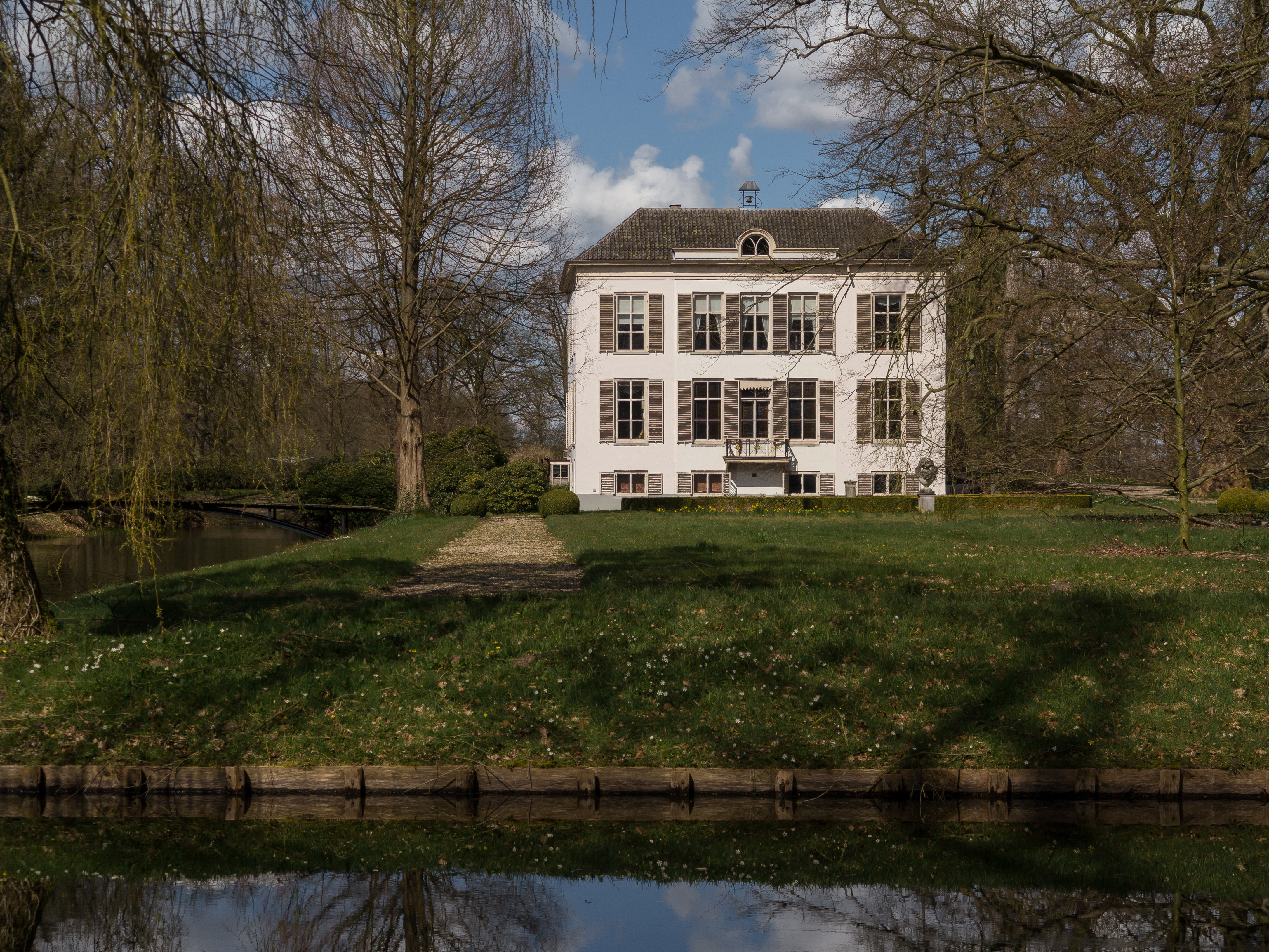
Voorstonden, la villa: Huis Voorstonden